# Jumma Miyazaki
Jumma Miyazaki (宮崎 純真 Miyazaki Jumma?), född 10 april 2000 i Tokyo prefektur, är en japansk fotbollsspelare.
Miyazaki började sin karriär 2019 i Ventforet Kofu.